# 1228
Năm 1228 là một năm trong lịch Julius.

## Sự kiện
- Abu Zakariya founds các Hafsid triều trong Ifriqiyah (gần Tunis).
- Vua Jaume I của Aragon quyết định thực hiện một cuộc tấn công lớn chống lại người Hồi giáo ở Mallorca.